# Лазарин
Лазарин (порт. Lazarim)  —  район (фрегезия) в Португалии,  входит в округ Визеу. Является составной частью муниципалитета  Ламегу. По старому административному делению входил в провинцию Траз-уж-Монтиш и Алту-Дору. Входит в экономико-статистический  субрегион Доуру, который входит в Северный регион. Население составляет 686 человек на 2001 год. Занимает площадь 15,71 км².
Покровителем района считается Архангел Михаил (порт. São Miguel Arcanjo). 